# Koasati jezik
Koasati jezik (coushatta; ISO 639-3: cku), jezik Koasati Indijanaca, danas naseljenih sjeverno od Eltona u Louisiani i na području rezervata Alabama-Coushatta u Okrugu Polk, Teksas.
Istočnu skupinu porodice muskogee čini s jezicima alabama [akz] mikasuki [mik]i muskogee [mus]. 200 govornika (2000 SIL), a neki se znaju služiti i engleskim, kajunskim francuskim, choctawskim ili alabamskim.

## Vanjske poveznice
- Ethnologue (14th)
- Ethnologue (15th)